# Huehuetla, Puebla
Huehuetla là một đô thị thuộc bang Puebla, México. Năm 2005, dân số của đô thị này là 15616 người.